# Paratemnoides minutissimus
Espèce
Synonymes
- Paratemnus minutissimus Beier, 1974

Paratemnoides minutissimus est une espèce de pseudoscorpions de la famille des Atemnidae.

## Distribution
Cette espèce est endémique du Paraná au Brésil. Elle se rencontre vers Matinhos.

## Description
Le mâle holotype mesure 2 mm.

## Publication originale
- Beier, 1974 : Brasilianische Pseudoscorpione aus dem Museum in Genf. Revue Suisse de Zoologie, vol. 81, no 4, p. 899-909 (texte intégral).